# Dasysternica
Dasysternica là một chi bướm đêm thuộc họ Geometridae.